# 鈴木美嶺
鈴木 美嶺（すずき みれい、1921年9月3日 - 1991年10月11日）は、日本のアマチュア野球選手、東京六大学野球審判員、公式記録員。

## 人物
兵庫県出身。旧制愛知県立熱田中学校（現・愛知県立瑞陵高等学校）から旧制第八高等学校へ進学した。その後、東京帝国大学文学部西洋史学科に進み、野球部に入部。内野手として東京六大学野球リーグ戦でプレーした。また、1946年から1949年まで東京六大学野球の審判員を務めたこともある。
1950年、東京帝国大学卒業後に毎日新聞社に入社し、運動部記者として健筆を揮う傍ら、1954年に東京六大学野球連盟規則委員となり、1961年まで務める。
1955年の暮れ、それまでプロ野球とアマチュア野球が別々に発行していた規則書（ルールブック）の一本化が図られることになり、日本野球規則委員会が設置される。鈴木はアマチュア野球側から規則編纂委員となって合同野球規則の制定に奔走し、その結果『1956年度公認野球規則』の発行にこぎつける。鈴木は以後、死去するまでの間、日本野球規則委員会編纂委員として毎年の公認野球規則の改正を担当した。
また、鈴木は1968年から1991年まで東京六大学野球連盟公式記録員としても活動している。
毎日新聞が主催している都市対抗野球大会の期間中、毎日新聞紙上に掲載される「黒獅子の目」と題するコラムを創設したのは鈴木本人であるという。
1991年10月11日に死去。2017年1月16日、日本野球殿堂特別表彰者に選出された。